# Phippsia gibbosus
Phippsia gibbosus är en kräftdjursart som beskrevs av Sars 1883. Phippsia gibbosus ingår i släktet Phippsia och familjen Stegocephalidae. Inga underarter finns listade i Catalogue of Life.